# Lee Yeon-kyung
Lee Yeon-kyung (kor. 이연경; * 15. April 1981) ist eine ehemalige südkoreanische Hürdenläuferin, die sich auf die 100-Meter-Distanz spezialisiert hat. Sie ist Inhaberin des südkoreanischen Landesrekords über diese Distanz und feierte 2010 mit dem Gewinn der Goldmedaille bei den Asienspielen ihren größten Erfolg.

## Sportliche Laufbahn
Erste internationale Erfahrungen sammelte Lee Yeon-kyung im Jahr 1998, als sie bei den Juniorenweltmeisterschaften in Annecy mit 14,61 s in der ersten Runde über 100 m Hürden ausschied. 2003 belegte sie bei den Asienmeisterschaften in Manila in 13,87 s den siebten Platz und 2005 gewann sie bei den Asienmeisterschaften in Incheon in 13,38 s die Silbermedaille hinter der Chinesin Su Yiping, ehe sie bei den Ostasienspielen in Macau mit 13,48 s auf Rang vier gelangte. Im Jahr darauf nahm sie erstmals an den Asienspielen in Doha teil und sicherte sich dort in 13,23 s die Bronzemedaille hinter den Chinesinnen Liu Jing und Feng Yun. 2007 gewann sie bei den Asienmeisterschaften in Amman in 13,50 s ebenfalls die Bronzemedaille, diesmal hinter der Japanerin Mami Ishino und He Liyuan aus China. 2010 nahm sie erneut an den Asienspielen in Guangzhou teil und siegte dort nach 13,23 s. 2012 schied sie bei den Hallenweltmeisterschaften in Istanbul mit 8,41 s im Vorlauf über 60 m Hürden aus und 2014 wurde sie bei den Asienspielen im heimischen Incheon in 13,73 s Sechste. Im Juli 2016 bestritt sie in Kimchun ihren letzten offiziellen Wettkampf und beendete daraufhin ihre aktive sportliche Karriere im Alter von 35 Jahren.
In den Jahren von 2003 bis 2010 sowie 2013 wurde Lee südkoreanische Meisterin im 100-Meter-Hürdenlauf.

## Persönliche Bestleistungen
- 100 m Hürden: 13,00 s (+0,8 m/s), 7. Juni 2010 in Daegu (südkoreanischer Rekord)
  - 60 m Hürden (Halle): 8,41 s, 9. März 2012 in Istanbul